# حفل توزيع جوائز الأوسكار الخامس والأربعون
حفل توزيع جوائز الأوسكار الخامس والأربعون (بالإنجليزية: 45th Academy Awards)‏ هو حدث نظمته أكاديمية فنون وعلوم الصور المتحركة لتكريم أفضل الأفلام لسنة 1972. أقيم الحفل بتاريخ 27 مارس، 1973 في جناح دوروثي تشاندلر، لوس أنجلوس. قامت شبكة هيئة الإذاعة الوطنية ببثّ الحفل، وقدّمه كارول بيرنت، مايكل كين، شارلتون هيستون، روك هدسون. في هذه الدورة، فاز فيلم العراب بجائزة أفضل فيلم، وحاز الممثّل مارلون براندو على جائزة أفضل ممثّل، ونالت الممثلة ليزا مينيلي جائزة أفضل ممثّلةٍ، وكانت جائزة الأوسكار لأفضل مخرج من نصيب المخرج بوب فوس.
أكثر الأفلام ترشيحاً للحصول على جوائز كان فيلم العراب وملهى حيث تلقّى كلٌّ منهما 10 ترشيحات، بينما أكثرها فوزاً كان فيلم ملهى حيث فاز بـ 8 جوائز.

## الجوائز
- جائزة أفضل فيلم:

العراب
- جائزة أفضل مخرج:

بوب فوس
- جائزة أفضل ممثّل:

مارلون براندو
- جائزة أفضل ممثّلة:

ليزا مينيلي
- جائزة أفضل ممثّل مساعد:

جول غراي
- جائزة أفضل ممثّلة مساعدة:

إيلين هاكرت
- جائزة أفضل سيناريو مقتبس:

العراب - ماريو بوزو وفرانسيس فورد كوبولا
- جائزة أفضل موسيقى تصويريّة:

ملهى وتحت الأَضواء
- جائزة أفضل تأثيرات بصريّة:

مغامرة بوسيدون
- جائزة أفضل خلط أصوات:

ملهى

## وصلات خارجية
- حفل توزيع جوائز الأوسكار الخامس والأربعون على موقع IMDb (الإنجليزية)
- حفل توزيع جوائز الأوسكار الخامس والأربعون على موقع ميوزك برينز (الإنجليزية)
- الموقع الرسمي لجوائز الأكاديمية.
- الموقع الرسمي لأكاديمية فنون وعلوم الصور المتحركة.
- قناة جوائز الأوسكار على موقع يوتيوب (تُديره أكاديمية فنون وعلوم الصور المتحركة).
- مقتطفات فيديو من أكاديمية فنون وعلوم الصور المتحركة.